# DISTRESS AND COMA
「DISTRESS AND COMA」（ディストレス・アンド・コーマ）は、the GazettEの楽曲。流鬼が作詞、the GazettEが作曲を手掛けた。the GazettEの14枚目のシングルとして2009年3月25日にキングレコードから発売された。

## 解説
タイトルの直訳は「苦悩と昏睡」である。作詞したRUKIは「交際相手に浮気され、それがトラウマになった女性」を描いていると語っており、DISTRESSが男性、COMAが女性という意味が込められている。またPVも昏睡する女性を描いている。
3月10日に行われたLIVE09［7-SEVEN-］で発売前にフルで披露された。
初回特典は「DISTRESS AND COMA」のPV付属に加え、｢Hyena｣以来3作ぶりにメイキングが収録された。特殊パッケージ使用。

## 収録曲
1. DISTRESS AND COMA 
（作詞:流鬼/作曲:the GazettE）
RUKI原曲。
2. HEADACHE MAN
（作詞:流鬼/作曲:the GazettE）
RUKI原曲。
3. WITHOUT A TRACE 
（作詞:流鬼/作曲:the GazettE）
RUKI原曲。
映画『ハード・リベンジ､ ミリー』主題歌 
自分たちは歌を歌うことで何を救えるのかと自問自答したバラード。
「DISTRESS AND COMA-Auditory Impression-」のみに収録。